# Rocuronium
Le rocuronium est un curare non-dépolarisant de la famille des aminostéroïdes, commercialisé sous forme de bromure de rocuronium (Esméron, Zémuron). Il est couramment utilisé comme myorelaxant en anesthésie générale et chez les patients de réanimation.
Une particularité du rocuronium est son bref délai d'action (90 secondes), le plus court de tous les curares non-dépolarisants, ce qui en fait une alternative a priori intéressante au suxaméthonium pour l'intubation des patients à estomac plein.
Comme les autres curares non-dépolarisants le rocuronium est antagonisable par la néostigmine. Le sugammadex est un antidote de nouvelle génération qui permet d'antagoniser la curarisation induite par le rocuronium quelle que soit la profondeur du bloc musculaire et sans les effets indésirables de la néostigmine.